# Tony Shanahan
Tony Shanahan je americký hudebník – převážně hráč na baskytaru.
Je dlouholetým spolupracovníkem zpěvačky Patti Smith. Hrál například na jejích albech Gone Again (1996), Peace and Noise (1997) a Banga (2012). Je rovněž spoluautorem několika jejích písní, včetně „1959“ z roku 1997. Roku 2011 společně přispěli písní „Oh Yoko“ na album The 30th Annual John Lennon Tribute, Live from the Beacon Theatre, NYC.
Dále spolupracoval například s Chrisem Kowankem (Kowanko, 1992 a Spell, 2001), Faith Hill (There You'll Be, 2001), Jimmy Norman (Little Pieces, 2004), Eric Ambel (Knucklehead, 2004), Tom Verlaine (Songs and Other Things, 2006), Ian Hunter (Shrunken Heads, 2007; Defiance Part 1, 2023), Suzanne Vega (Beauty & Crime, 2007) a Beck (Song Reader, 2014). Na přelomu sedmdesátých a osmdesátých let byl členem skupiny Alda Reserve, s níž nahrál album Love Goes On (1979). V devadesátých letech hrál v kapele Health and Happiness Show, s níž nahrál alba Tonic (1993) a Instant Living (1995); dále zde hrál například James Mastro. V roce 2024 produkoval Mastrovo sólové album Dawn of a New Error.
V roce 1979 odehrál část turné s velšským hudebníkem Johnem Calem, mj. i v newyorské Carnegie Hall, kde s Calem hostoval David Bowie. Nedlouho poté, dva měsíce po nástupu do kapely, byl vyhozen a nahrazen Georgem Scottem. Po odchodu z jeho kapely založil skupinu The Boogles. V říjnu roku 2014 vystupoval při společném koncertu Patti Smith a Johna Calea.